# Угольное (Орловская область)
Угольное — деревня в Ливенском районе Орловской области России.
Входит в состав Речицкого сельского поселения.

## География
Расположена вдоль ручья Верхний Ровнечик севернее деревни Постояльская, просёлочной дорогой соединена с автотрассой Р-119.

### Улицы
- ул. Луговая
- ул. Овражная
- ул. Полевая
- ул. Раздольная
- пер. Луговой

## Население
| 2010 |
| ---- |
| 32   |

## Достопримечательности
В 900 м юго-западнее деревни находится родник, освященный в честь блаженной Матроны Московской.

## ссылки
- Угольное (деревня)